# Ngindeng
Ngindeng is een bestuurslaag in het regentschap Ponorogo van de provincie Oost-Java, Indonesië. Ngindeng telt 2295 inwoners (volkstelling 2010).